# أنا لحبيبي (فلم)
أنا لحبيبي هو فيلم مصري عرض عام 2023، بطولة ياسمين رئيس، وكريم فهمي، ومحمد الشرنوبي، ومن تأليف محمود زهران وإخراج هادي الباجوري.
اسم الفيلم مستوحىً من أغنية لفيروز بنفس الاسم.

## قصة الفيلم
في إطار رومانسي، يتناول الفيلم حياة ليلى، التي تعيش قصة حب يقابلها رفض والدتها، فتمر قصتها بمراحل الفرحة والكسرة، ولكن تواجه ليلى الصعوبات من أجل استمرار هذه العلاقة.

## فريق العمل
- إخراج: هادي الباجوري
- تأليف: محمود زهران
- مدير التصوير: مازن المتجول
- مونتاج: باهر رشيد
- موسيقى تصويرية: هاني عادل
- إنتاج: السبكي للإنتاج السينمائي (أحمد السبكي)
- توزيع: إن ستارز

## وصلات خارجية
- مقالات تستعمل روابط فنية بلا صلة مع ويكي بيانات